# Schönenberg (Lohmar)
Schönenberg ist ein Weiler, der zur Stadt Lohmar im Rhein-Sieg-Kreis in Nordrhein-Westfalen gehört. 

## Geographie
Schönenberg liegt mittig im Norden von Lohmar. Umliegende Ortschaften und Weiler sind Auelchen und Neuhonrath im Norden, Höffen, Heide und Klefhaus im Osten bis Südosten, Katharinenbach, Hohn, Kattwinkel und Münchhof im Süden, Emmersbach im Südwesten sowie Wahlscheid im Westen.
Nördlich von Schönenberg fließt der Nurschsiefen, ein orographisch linker Nebenfluss des Maarbachs. Südwestlich von Schönenberg entspringt der Katharinenbach, ein rechter Nebenfluss des Hohner Bachs.
Nördlich von Schönenberg befindet sich ein großer Wald in Richtung Neuhonrath. Südöstlich erstreckt sich ebenfalls eine Waldfläche. Um Schönenberg herum befinden sich große Wiesenflächen, die landwirtschaftlich genutzt werden.

## Geschichte
Im Jahre 1885 hatte Schönenberg 55 Einwohner, die in zwölf Häusern lebten.
Bis 1969 gehörte Schönenberg zu der bis dahin eigenständigen Gemeinde Wahlscheid.

## Sehenswürdigkeiten
- Heimatmuseum Schönenberg.[3]

## Brauchtum
Traditionell nehmen die Einwohner aus Schönenberg am Korso der Wahlscheider Kirmes teil. 

## Verkehr
Schönenberg befindet sich an der Hauptverkehrsstraße zwischen Wahlscheid und Höffen. Schönenberg wird vom Anruf-Sammeltaxi als Anbindung zum ÖPNV angefahren. Schönenberg gehört zum Tarifgebiet des Verkehrsverbund Rhein-Sieg (VRS).